# Acido taurocolico
L'acido taurocolico, noto anche come acido colicoico, è un acido biliare giallastro e deliquescente coinvolto nell'emulsificazione dei grassi. È il prodotto della coniugazione dell'acido colico con l'amminoacido taurina.
Si presenta come un sale di sodio nella bile dei mammiferi. Produce taurina per idrolisi. Per uso commerciale, l'acido taurocolico è prodotto dalla bile bovina, un sottoprodotto dell'industria di trasformazione delle carni.
In uso medico, viene somministrato come colagogo e coleretico.

## Tossicità
La dose media letale di acido taurocolico nei ratti neonati è di 380 mg/kg.